# Chiesa di Santa Maria Assunta (Comelico Superiore)
La chiesa di Santa Maria Assunta, nota anche con il titolo di pieve, è la parrocchiale di Candide, frazione-capoluogo del comune sparso di Comelico Superiore, in provincia di Belluno e diocesi di Belluno-Feltre; fa parte della convergenza foraniale di Ampezzo-Cadore-Comelico.

## Storia
La prima citazione di una chiesa a Candide, dedicata anch'essa a santa Maria Assunta, risale al 1186.
Questo edificio fu raso al suolo all'inizio del XVI secolo durante l'invasione dell'imperatore Massimiliano I d'Asburgo ai danni della Repubblica di Venezia; venne comunque ricostruito nel 1515.
La chiesa divenne parrocchiale nel 1637, affrancandosi così dalla pieve di Santo Stefano Protomartire di Santo Stefano di Cadore, ma già pochi decenni dopo, nel 1669, fu danneggiata da un incendio.
La prima pietra della nuova parrocchiale venne posta nel 1784; la struttura, disegnata dal tolmezzino Domenico Schiavi e realizzata dal suo concittadino Angelo Del Fabbro, venne ultimata nel 1791 e consacrata il 30 ottobre 1806.
Nel 1924 iniziarono i lavori di realizzazione del campanile, alto 57 metri, poi portati a compimento nel 1929.

## Descrizione

### Esterno
La semplice facciata della chiesa, che volge a sudovest, presenta al centro il portale maggiore, sormontato dal timpano semicircolare e affiancato da una croce lignea posta sulla sinistra, e una finestra ed è coronata dal frontone triangolare, nel quale s'apre un oculo.
Vicino alla parrocchiale si erge il campanile a base quadrata, caratterizzato da quattro lesene ai lati; la cella presenta su ogni lato una monofora dotata di balaustra ed è coronata dalla guglia piramidale poggiante sul tamburo ottagonale.

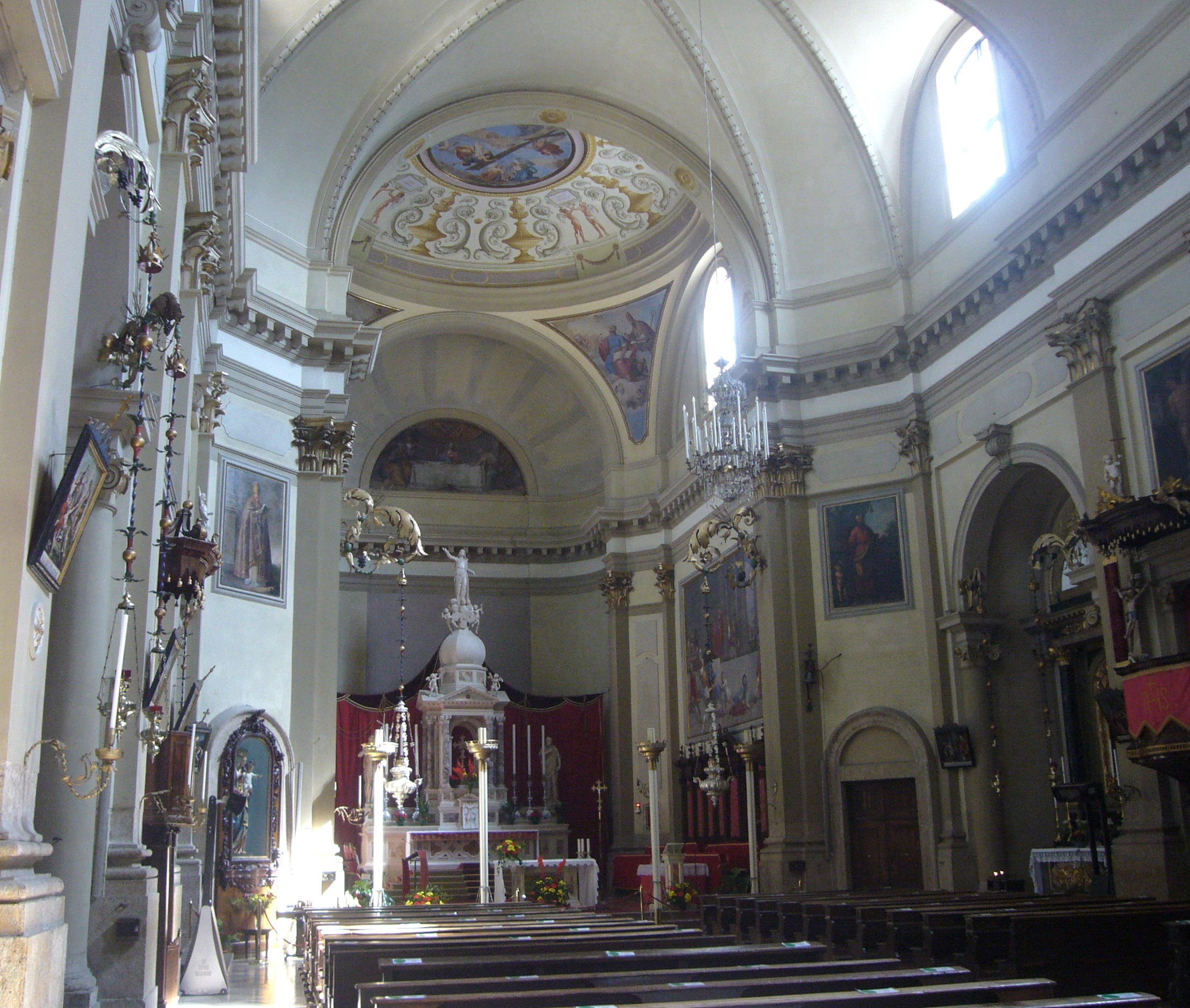
L'interno

### Interno
L'interno dell'edificio si compone di un'unica navata, sulla quale si aprono gli sfondamenti, ospitanti gli altari laterali, e le cui pareti sono scandite da paraste d'ordine corinzio sorreggenti la cornice dentellata sopra cui s'imposta la volta; al termine dell'aula si sviluppa il presbiterio, rialzato di tre gradini e chiuso dall'abside.
Qui sono conservate diverse opere di pregio, tra le quali l'organo, costruito tra il 1797 e il 1799 da Gaetano Callido, la pala con soggetto la Vergine in trono con Bambino, eseguita da Francesco Vecellio, l'altare minore di Sant'Odorico, donato dalla famiglia Gera, gli affreschi del soffitto della navata, raffiguranti l'Assunzione di Maria, l'Annunciazione, e la Deposizione dalla Croce, realizzati nel 1846 da Giovanni De Min, autore anche di quelli del presbiterio, l'altare laterale di San Lorenzo, costruito da Giuseppe Stauder, e i dipinti che ritraggono la Cena di Emmaus, l'Esaltazione della Croce, i Quattro Evangelisti e i Padri della Chiesa, eseguiti dal friulano Giovanni Battista Tosolini. L'altare del Crocefisso, realizzato tra il 1678 e il 1681, dalla bottega cenedese dei Ghirlanduzzi.